# زمین‌لرزه ۱۹۱۱ مکزیک
زمین‌لرزه مکزیک  در تاریخ ۷ ژوئن ۱۹۱۱ میلادی، برابر با ‎۱۶ خرداد ۱۲۹۰، ساعت ۱۱:۰۲:۴۲ به زمان یوتی‌سی در مکزیک رخ داد. بزرگی آن ۷٫۶ در مقیاس Mw اعلام شده‌است. زمین‌لرزه به وقت محلی در روز چهارشنبه، ساعت ۴ روی داده و منطقه زمانی آن یوتی‌سی -۷ بوده‌است (با لحاظ تغییر ساعت تابستانی).
سازمان زمین‌شناسی آمریکا نیز جای این زمین‌لرزه را در مختصات ۱۷°۳۰′شمالی ۱۰۲°۳۰′غربی / ۱۷٫۵°شمالی ۱۰۲٫۵°غربی و بزرگی آنرا برابر با ۷٫۹ در مقیاس ریشتر اعلام کرده‌است. ژرفای گزارش شده از سوی این سازمان ۱۱ کیلومتر می‌باشد.
شمار کشتگان زلزله حدود ۱۳۰۰ نفر بوده‌است. 